# Tubabu
Tubabu je česká hudební skupina z Ostravy, která vznikla v Brně v lednu roku 2000. Hraje na tradiční černošské bicí nástroje a jejich repertoár je inspirovaný hudbami z oblastí západní Afriky, především z Mali, Guineje, Pobřeží slonoviny a Burkina Faso. Slůvko "tubabu" znamená v řeči černošských kmenů této oblasti "běloši", jsou tedy bělochy hrajícími černošské rytmy.

## Členové skupiny
- Bron Pavlíček, djembe solo
- Petr Tůma, djembe
- Veronika Malečková, djembe, vabara
- Tereza Pospěchová, djembe
- Jiří Suchý, kenken
- Michal Chovanec, sangban